# Котирло Віра Кіндратівна
Коти́рло Ві́ра Кіндра́тівна (1931, Київ, УРСР, СРСР — 1991, Україна) — вчена-психолог, кандидат психологічних наук, завідувач лабораторії психології дошкільного виховання Інституту психології України.

## Біографія
Народилася в 1931 році в м. Києві в родині службовців. 
У 1954 році з відзнакою закінчила відділ логіки і психології філологічного факультету Київського державного університету імені Т. Г. Шевченка. 
З 1954 по 1957 рік навчалась у аспірантурі Інституту психології МО УРСР. Під час навчання «особливо яскраво виявилися творчі здібності та її спрямованість на науковий пошук в галузі психології». 
З 1959 року В. Котирло, відповідно до призначення Міністерства освіти УРСР, працювала спочатку на посаді молодшого, а потім старшого наукового співробітника Інституту психології. 
В 1960 році захистила кандидатську дисертацію на тему: «Особливості усвідомлення величини предметів дітьми дошкільного віку».
З 1966 по 1988 (за іншими даними з 1967 по 1989) рік — завідувач лабораторії психології дошкільного виховання. Окрім цього, тривалий час займала посаду вченого секретаря спеціалізованої ради Інституту психології із захисту кандидатських дисертацій.

## Наукова робота
Досліджувала питання розвитку пізнавальних процесів у дітей-дошкільників, їх вольової, емоційної та мотиваційної сфер, підготовки дітей до школи. 
Основні праці: Розвиток вольової поведінки у дошкільників (1971), Дитячий садок і сім'я (1984, у співавт.), Початковий період у навчанні школярів (1985) та ін.
Монографію «Розвиток вольової поведінки у дошкільників» називають її найвагомішою працею. У дослідженні були розкриті особливості становлення довільності в онтогенезі, як здатності до свідомої поведінки і діяльності, спрямованої на досягнення поставленої мети, та визначені умови її розвитку. Особлива увага приділена вивченню вольової поведінки, як активної, діяльної цілеспрямованості, пов'язаної із подоланням труднощів.
Автор понад 200 наукових праць, надрукованих як в Україні, так і за її межами. Публікації за кордоном свідчать про авторитет, яким серед вітчизняних та іноземних наукових шкіл. Під науковим керівництвом В. Котирло 11 аспірантів успішно захистили кандидатські дисертації.
Результати досліджень, здійснених під керівництвом В. Котирло, широко впроваджувалися в практику навчально-виховної роботи дошкільних закладів України та взаємодії дитячого садка і сім'ї.
В. Котирло неодноразово брала участь у міжнародних симпозіумах і семінарах з питань дошкільного виховання і захисту прав дитини, що проходили в різних країнах світу — Німеччині, Японії, Португалії, Швеції, Італії, Франції. Свої наукові доробки успішно представляла на республіканських та обласних конференціях, сесіях, методичних об'єднаннях і дуже часто в дитячих садках і школах м. Києва та інших регіонів України.

## Нагороди
За плідну наукову і громадсько-педагогічну діяльність В. Котирло неодноразово відзначали нагородами АПН СРСР, дипломом Президії АПН СРСР, двічі нагороджена срібними медалями ВДНГ СРСР, медаллю А. Макаренка, знаком Відмінника освіти, грамотами Міністерства освіти УРСР.